# Адміністративний устрій Іванівського району (Одеська область)
Адміністративний устрій Іванівського району — адміністративно-територіальний поділ ліквідованого Іванівського району Одеської області на 3 селищні та 10 сільських рад, які об'єднували 46 населених пунктів та були підпорядковані Іванівській районній раді. Адміністративний центр — смт Іванівка..
Іванівський район був ліквідований 26 листопада 2020 р., постановою від 17 липня 2020 року.

## Список радІванівського району
| №  | Назва                         | Центр             | Населені пункти                                                                         | Площа км² | Місце за площею | Населення (2001), чол. | Місце за населенням | Розташування |
| -- | ----------------------------- | ----------------- | --------------------------------------------------------------------------------------- | --------- | --------------- | ---------------------- | ------------------- | ------------ |
| 1  | Іванівська селищна рада       | смт Іванівка      | смт Іванівка                                                                            |           |                 |                        |                     |              |
| 2  | Петрівська селищна рада       | смт Петрівка      | смт Петрівка с. Улянівка                                                                |           |                 |                        |                     |              |
| 3  | Радісненська селищна рада     | смт Радісне       | смт Радісне                                                                             |           |                 |                        |                     |              |
| 4  | Баранівська сільська рада     | c. Баранове       | c. Баранове с. Малинівка с. Причепівка с. Сухомлинове                                   |           |                 |                        |                     |              |
| 5  | Білчанська сільська рада      | c. Білка          | c. Білка с. Блонське с. Жовте с. Маслове с. Черняхівське с. Шеметове                    |           |                 |                        |                     |              |
| 6  | Бузинівська сільська рада     | c. Бузинове       | c. Бузинове с. Баланини с. Верхній Куяльник с. Нижній Куяльник с. Прохорове             |           |                 |                        |                     |              |
| 7  | Великобуялицька сільська рада | c. Великий Буялик | c. Великий Буялик                                                                       |           |                 |                        |                     |              |
| 8  | Знам'янська сільська рада     | c. Знам'янка      | c. Знам'янка                                                                            |           |                 |                        |                     |              |
| 9  | Калинівська сільська рада     | c. Калинівка      | c. Калинівка с. Вовкове с. Гудевичеве с. Джугастрове с. Новакове с. Соколове            |           |                 |                        |                     |              |
| 10 | Коноплянська сільська рада    | c. Конопляне      | с. Конопляне с. Богунове с. Люботаївка с. Силівка с. Тарасівка с. Шерове                |           |                 |                        |                     |              |
| 11 | Михайлопільська сільська рада | c. Михайлопіль    | c. Михайлопіль с. Козлове с. Марціянове                                                 |           |                 |                        |                     |              |
| 12 | Павлинська сільська рада      | c. Павлинка       | c. Павлинка с. Букачі с. Василівка с. Лізинка с. Нові Шомполи с. Созонівка с. Шаманівка |           |                 |                        |                     |              |
| 13 | Северинівська сільська рада   | c. Северинівка    | c. Северинівка с. Адамівка с. Руська Слобідка                                           |           |                 |                        |                     |              |

* Примітки: м. — місто, с-ще — селище, смт — селище міського типу, с. — село